# Кръстосана еластичност
Кръстосаната еластичност е процентното изменение на търсеното количество от дадена стока, предизвикано от изменението на цената на друга стока с 1% при равни други условия.
Когато коефициентът на кръстосана еластичност има положителна стойност, т.е. е по-голям от 0, двете стоки се отнасят като заместители в потреблението.
Колкото е по-голяма взаимозаменяемостта на двете стоки, толкова по-близо до единица е значението на коефициента.